# 和田源二
和田 源二（わだ げんじ、1956年9月9日 - ）は、NHKの元エグゼクティブアナウンサー。
東京都立田園調布高等学校、早稲田大学商学部卒業。1979年NHK入局。スポーツ担当のアナウンサーとして、プロ野球などの実況も担当していた。数多くのオリンピックの実況（長野オリンピックにおけるノルディックスキー・ジャンプ団体の実況は有名）にもかかわったほか、サッカーのFIFAワールドカップ 1994年アメリカ大会、FIFAワールドカップ 1998年フランス大会、1998年のJリーグJ1参入決定予備戦、アビスパ福岡対川崎フロンターレの試合の実況も担当。盛岡放送局→室蘭放送局→静岡放送局→東京アナウンス室→札幌放送局→福岡放送局で勤務。
その後、富山へ転勤したときにスポーツ担当を退いた。富山放送局→東京アナウンス室、その後、福岡放送局でアナウンス統括→東京アナウンス室でチーフアナウンサー、エグゼクティブアナウンサーを歴任→放送文化研究所。
趣味はフルート演奏、自然観察。

## 過去の担当番組
- FMリクエストアワー（盛岡局）
- NHKプロ野球他スポーツ中継
- 海外安全情報
- NHKニュース10（2004年7月19日〜23日） - 坂本朋彦の代理
- イッセー尾形の「たった二人の人生ドラマ」（2006年8月13日） - 語り
- 九州沖縄スペシャルなど『朗読ドキュメント 〜もうひとりの星の王子さま・内藤濯〜』（2007年12月21日ほか）
- 全国戦没者追悼式（2008年8月15日）
- ニュースウオッチ9 ナレーション（2008年6月16日〜2011年6月24日）
- NHKジャーナル - メインキャスター（2011年6月29日～2012年3月30日）
- 知る楽（ナレーション）
- NHKスペシャルなどのドキュメンタリーのナレーター
- ラジオ文芸館（朗読）
- 証言記録 市民たちの戦争（ナレーション）
- ワイルドライフ (BSプレミアム)  - ナレーション